# Dietrich Zander
Dietrich Zander (født 2. juli 1951 i Østberlin) er en tysk tidligere roer.

## Karriere

### Rokarriere
Zander roede i forskellige bådtyper, og første gang, han gjorde sig opmærksom på den internationale scene, var i 1970, da han var med i den østtyske otter, der vandt VM-guld dette år. Året efter var han med til at vinde EM-sølv i samme disciplin.
I 1972 var han med i den østtyske firer med styrmand, der deltog i OL i München. Bådens øvrige besætning bestod af Eckhard Martens, Reinhard Gust, Rolf Jobst samt styrmand Klaus-Dieter Ludwig. Vesttyskland var forsvarende verdens- og europamestre, mens Østtyskland (med andre besætninger) havde været nærmeste forfølger i begge tilfælde. De to nationer vandt da også deres indledende heats, mens østtyskerne i semifinalen blev besejret af Sovjetunionen, men alligevel var med i A-finalen. Her blev styrkeforholdet sat på plads, da vesttyskerne vandt klart i ny olympisk rekordtid, mens østtyskerne lige så klart blev nummer to, og den tjekkoslovakiske båd blev nummer tre.
Året efter var han igen med ved EM, da østtyskerne endnu engang blev henvist til andenpladsen, denne gang dog efter Sovjetunionen.

### Videre karriere
Zander studerede matematik, men arbejdede efter sin aktive karriere som rotræner. Efter den tyske genforening blev han fysioterapeut.

## OL-medaljer
- 1972:  Sølv i firer med styrmand